# Strychnos glabra
Strychnos glabra là một loài thực vật có hoa trong họ Mã tiền. Loài này được Sagot ex Progel miêu tả khoa học đầu tiên năm 1868.